# Hollow Skai

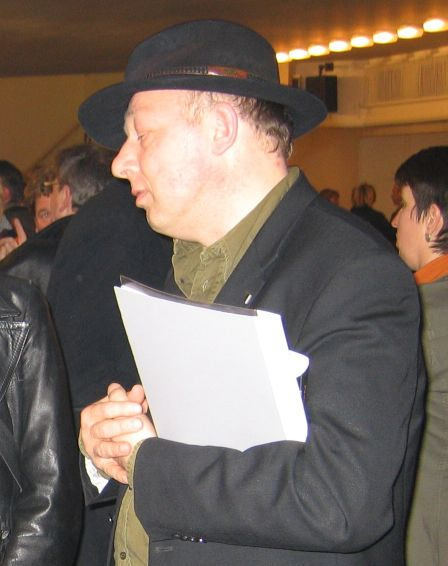
Hollow Skai

Hollow Skai (* 26. September 1954; bürgerlich Holger Poscich) ist ein deutscher Journalist, Autor und Musikproduzent.

## Beruflicher Werdegang
Hollow Skai studierte Germanistik und Politik in Hannover. Seine Examensarbeit mit dem Thema Punk wurde im Sounds Verlag veröffentlicht und 1980 gründete er das Punk-Label No Fun Records. Von 1986 bis 1989 war er Chefredakteur des Hannover Stadtmagazins Schädelspalter.
In den Jahren 1989 bis 1994 arbeitete er als Kulturredakteur beim Stern. Die erste Bandbiografie schrieb Hollow Skai, der mit Michael Schenker zur Schule ging, 1992 über die Scorpions. Er beschäftigte sich mit dem Leben und Werk von Rio Reiser, verfasste eine Biografie über ihn und stellte für Sony Music das Best-of-Doppelalbum Unter Geiern. The Columbia Years des Musikers zusammen.
Hollow Skai arbeitet inzwischen als freier Journalist und Lektor in Hamburg. Außerdem prüfte und bearbeitete Hollow Skai 2004 die deutsche Übersetzung des Sachbuchs Please Kill Me – Die unzensierte Geschichte des Punk, das sich mit der Entwicklung des amerikanischen Punkrocks auseinandersetzt.
Für Alles nur geträumt, sein Buch über die Neue Deutsche Welle, wurde er 2010 von der Association for Recorded Sound Collections in New Orleans für einen Award for Excellence in Historical Recorded Sound nominiert.

## Werke (Auswahl)
- 2000: In A Da Da Da Vida. Teil 1, Hannibal, Höfen, ISBN 3-85445-208-X.
- 2002: In A Da Da Da Vida. Teil 2, Hannibal, Höfen, ISBN 3-85445-185-7.
- 2004: Rote Gourmet Fraktion: Kochen für Rockstars. Kiepenheuer & Witsch, Köln, ISBN 3-462-03397-2.
- 2005: Lebensweisheiten berühmter Popmusiker. Humboldt, Baden-Baden, ISBN 3-89994-051-2.
- 2006: Das alles und noch viel mehr – Rio Reiser. Heyne, München, ISBN 3-453-12038-8.
- 2007: Die Toten Hosen. Hannibal, Höfen, ISBN 978-3-85445-281-2.
- 2008: Punk: Versuch der künstlerischen Realisierung einer neuen Lebenshaltung. Archiv der Jugendkulturen Verlag, Berlin, ISBN 978-3-940213-41-9.
- 2009: Alles nur geträumt: Fluch und Segen der Neuen Deutschen Welle. Hannibal, Innsbruck, ISBN 978-3-85445-302-4.
- 2011: Sex, Love & Rock ’n’ Roll. Hannibal, Höfen, ISBN 978-3-85445-358-1.
- 2015: Samuel Hieronymus Hellborn. Memoiren eines Rockstar-Mörders. Fuego, Bremen, ISBN 978-3-86287-985-4.
- 2020: The Ghost Song. Auf der Suche nach Jim Morrison. Books on Demand, ISBN 978-3-7519-8236-8
- 2023: Wie der Punk nach Hannover kam. Hirnkost, Berlin, ISBN 978-3-949452-84-0